# Coralie Miller
Coralie Miller est une autrice, documentariste et metteuse en scène française, née en 1981. 
Artiste féministe engagée dans la lutte contre les violences faites aux femmes, elle met notamment en scène les Monologues du vagin d'Eve Ensler. Ses documentaires portent principalement sur des sujets historiques et sociétaux.

## Biographie
Coralie Miller est la fille du psychanalyste et documentariste Gérard Miller, et de la psychanalyste Dominique Miller.
Après avoir passé ses premières années en production au sein de la société Juste pour rire Paris, filiale française de la société québécoise éponyme fondée par Gilbert Rozon, Coralie Miller devient autrice.[réf. nécessaire]
Elle écrit en 2012 avec son père Gérard Miller un feuilleton radio pour Europe 1 (La bande à Ruquier dans la malédiction des trois corbeaux), puis entame avec lui une collaboration en devenant coautrice de ses films pour France 3. Elle écrit également pour d'autres réalisateurs de documentaires tels que Bruno Victor-Pujebet, Quentin Domart, Jacques Mitsch ou Gilles Santantonio.
En 2014, elle écrit pour les éditions Marabout, à quatre mains avec la journaliste newyorkaise Rebecca Leffler, le livre Green, Glam et Gourmande, qui popularise alors un mode de vie qui fait déjà fureur aux États-Unis : le Health Movement et la cuisine vegan. L’ouvrage est traduit et édité dans plusieurs pays (États-Unis, Espagne, Pays-Bas) et réédité en France à plusieurs reprises. 
En 2015, après la publication de sa tribune La France est mon foyer, dans le journal Libération, en réponse à Benyamin Netanyahou qui invitait les juifs de France à partir vivre en Israël à la suite de la prise d'otages de l'Hyper Cacher de Vincennes, elle se voit proposer la réalisation de son premier documentaire. Français juifs, les enfants de Marianne, voit le jour en 2017, diffusé sur France 3 Paris Île-de-France et Toute l'Histoire. Ce film, qui interroge les liens entre les Juifs et la République française, a entre autres témoins le comédien Yvan Attal, la femme rabbin Delphine Horvilleur et la politologue Dominique Schnapper. Il reçoit le soutien de la Fondation pour la Mémoire de la Shoah.
En 2018, pour Arte, elle coécrit le documentaire évènement Sauvages, au cœur des zoos humains, réalisé par Bruno Victor-Pujebet et l’historien Pascal Blanchard. Raconté par l’artiste Abd al Malik, avec la participation de Lilian Thuram, le film retrace le parcours d’hommes et de femmes arrachés à leur terre pour être exhibés comme des «sauvages» dans les zoos et les cirques occidentaux, à l’époque de la colonisation,.
En 2019 sort au cinéma le film Chambord de Laurent Charbonnier, à l'occasion du 500e anniversaire de la construction du château de François Ier, qui marque le début de la Renaissance française. Coécrit par Coralie Miller, dont le texte est dit par la comédienne Cécile de France, le documentaire retrace 500 ans d’histoire de France vécus par le château, et ses animaux. 
En 2020, elle est la coautrice du documentaire Sauver Notre-Dame, réalisé par Quentin Domart et Charlène Gravel. Raconté par Philippe Torreton dans sa version française pour France 2, le film raconte un an au cœur du chantier de sauvetage de la cathédrale de Paris, après l'incendie du 15 avril 2019. Le film est diffusé dans plus de 160 pays, en 28 langues.
En 2021, elle coréalise avec Gérard Miller pour Histoire TV, chaîne du groupe TF1, le documentaire François Mitterrand, l'homme qui ne voulait pas rompre, à l'occasion des 40 ans de l'arrivée de François Mitterrand au pouvoir. 
En 2022, le duo réalise pour France 2 Infrarouge, Les enfants du siècle, Ils ne seront plus jamais les mêmes qui donne la parole à des jeunes Français de 18 à 25 ans sur la pandémie de Covid et les confinements.  
Ils co-écrivent en 2023 le film A la table des nazis pour Histoire TV, pour tenter de comprendre pourquoi « les Européens mais aussi les Américains ont fermé les yeux sur la réalité du régime hitlérien entre 1933 et 1939 ».

### Metteuse en scène
En 2015, elle se voit confier la nouvelle adaptation française de la célèbre pièce américaine féministe d'Eve Ensler, Les Monologues du vagin, qu’elle coécrit avec Alexia Périmony. Avec l'accord de l'autrice, elles procèdent à des réaménagements du texte et y intègrent de nouveaux monologues écrits par Eve Ensler. Les violences conjugales, la transphobie ou le harcèlement de rue y font leur entrée. Elle devient la metteuse en scène de cette nouvelle version, dont elle monte une première version à Lille en 2015. En 2017, après un passage au festival Causette, la création figure à l'affiche du Chien qui fume au Festival Off d’Avignon, avec Marie-Christine Adam, Rachel Khan et Juliette Lamboley. Avec Rachel Khan et son frère, qui signe sous le nom de Ganood, elle adapte un des nouveaux textes, Ma mini-jupe, en rap. 
En 2018, sa première création théâtrale Le Journal de ma fille est programmée au Théâtre de la tête d’or à Lyon. Cette comédie qui traite des rapports amoureux et familiaux est mise en scène par Jean-Luc Moreau, avec Philippe Caroit et Anne Jacquemin. Au même moment à Paris, sa deuxième pièce, courte, est à l’affiche du festival des Mises en capsules au Théâtre Lepic (ancien Ciné 13): Terminus, qu’elle met elle-même en scène avec le comédien Mikaël Chirinian, confronte au plateau Geneviève Casile, sociétaire honoraire de la Comédie française, et deux jeunes actrices, Leïla Guérémy et Zoé Bruneau.

### Romancière
Le 25 septembre 2019, Coralie Miller sort son premier roman, First Lady, publié aux éditions Odile Jacob, fruit d'une écriture à quatre mains avec sa mère, la psychanalyste Dominique Miller : « C'est le jour de l'investiture. Florence gravit les marches du palais  de l'Élysée. La voici, avec Jérôme, l'homme de sa vie, élevée aux plus hautes fonctions de l'État. Mais l'euphorie est de courte durée ». 

## Militantisme et engagement

### Monologues du vagin et féminisme
À travers son travail artistique sur Les Monologues du vagin, Coralie Miller s’est posée dans une démarche militante en faveur de la lutte pour les droits des femmes et contre les violences sexistes et sexuelles. Féministe affichée, elle écrit plusieurs tribunes sur le sujet, comme Oui, je suis féministe! parue dans Le Monde en 2018 ; A Nous toutes!, récit subjectif d'une journée historique, dans Mediapart en 2019; Quand Greta Thunberg réveille la peur de la pucelle, pour Marianne en 2019.
En 2018, le producteur Jean-Marc Dumontet lui propose de monter des représentations exceptionnelles des Monologues du vagin, dans le cadre de la première édition du festival Paroles citoyennes à Paris, autour de la Journée internationale pour les droits des femmes. Elle met en lecture, avec sa collaboratrice Marie-Astrid Périmony, trois femmes politiques : la secrétaire d'État chargée de l'égalité entre les femmes et les hommes, Marlène Schiappa, et les anciennes ministres Roselyne Bachelot et Myriam El Khomri. L'évènement, qui se tient à Bobino au bénéfice du Collectif féministe contre le viol, crée la surprise,. Le lendemain, ce sont les comédiennes Muriel Robin, Carole Bouquet et Anne Le Nen qui se produisent elles aussi à Bobino, cette fois-ci au profit de l’association Le Refuge. Puis quelques jours plus tard, elle monte une troisième représentation avec un plateau de quinze personnalités féminines au Comédia (Théâtre libre), dans le cadre du V-Day, association internationale fondée par Eve Ensler, qui lutte contre les violences faites aux femmes à travers le monde. Cette représentation se joue au profit de l’association Parler, fondée en 2017 par Sandrine Rousseau, ex numéro 2 d'EELV et accusatrice de Denis Baupin, qui vient alors de se retirer de la vie politique à la suite de l'affaire et s'est engagée en faveur du soutien aux femmes victimes de violences. Au côté de Sandrine Rousseau, on retrouve sur scène la femme rabbin Delphine Horvilleur, la journaliste Wendy Bouchard, ou encore les comédiennes Sophia Aram, Christelle Chollet, Catherine Arditi, Alison Wheeler... L'argent récolté au bénéfice de la toute jeune association permet à cette dernière de se développer.
En 2019, Coralie Miller crée un évènement similaire à l'Université de Lille, sous l'impulsion de Sandrine Rousseau qui en est vice-présidente chargée de l'égalité entre les femmes et les hommes. Trois représentations sont données au sein de l’université avec 60 femmes – des étudiantes, des enseignantes et des membres du personnel. La pièce, qui connaît un succès retentissant au sein de la faculté, est jouée au profit d'associations locales qui viennent en aide aux femmes en détresse, ainsi que le Planning familial et l’Auberge des migrants,.
En 2019, Coralie Miller signe sur Mediapart avec Céline Piques, porte-parole de l'association Osez le féminisme !, le texte Nous accusons, en réponse à Roman Polanski et à la promotion de son film J'accuse qui compare la mobilisation féministe contre le cinéaste, accusé de viol par plusieurs jeunes filles dans les années 1970, aux anti-dreyfusards.
En mars 2021, dans le cadre des évènements du Mois des femmes, organisés par la ville de Vincennes autour de la Journée internationale de lutte pour les droits des femmes, Coralie Miller participe à l'opération Vincennes avec un grand Elles: elle est une des femmes agissantes mises à l'honneur dans une exposition de la photographe Anne-Charlotte Compan et un podcast proposé par les journalistes Cécile Blaize et Laure Marescaux. 

### Engagement politique
Coralie Miller est l’autrice de la tribune Le jour où j'ai failli ne pas voter Macron, parue dans le magazine Marianne pendant l'entre-deux tours de l’élection présidentielle de 2017, dans laquelle elle expliquait pourquoi, alors électrice de La France insoumise, elle s'était résolue à voter Emmanuel Macron pour faire barrage à Marine Le Pen.
Coralie Miller s'engage avec Sandrine Rousseau. En novembre 2019, les deux femmes écrivent ensemble la tribune Sorcières de tous les pays, unissons-nous!, parue dans le JDD et signée par 200 personnalités de 15 pays différents, dont Charlotte Gainsbourg, Muriel Robin, Marlène Schiappa, Eve Ensler, Inna Modja ou encore la Femen Inna Shevchenko.
Elle devient également en 2020 la marraine de son association Parler fondée par Sandrine Rousseau (renommée en janvier 2021 En Parler).
Quelques mois plus tard, en octobre 2020, Sandrine Rousseau se déclare candidate à la primaire des écologistes pour l'élection présidentielle 2022. Coralie Miller fait partie de ses proches soutiens. Elle est notamment à l'origine du soutien de plusieurs personnalités du monde de la culture en faveur de la candidate, parmi lesquelles l'actrice américaine Jane Fonda, l'autrice américaine Eve Ensler, la metteuse en scène et productrice Salomé Lelouch ou le comédien Bruno Solo,,. Peu connue du grand public au moment de sa déclaration de candidature, Sandrine Rousseau devient en un an de campagne la surprise de la primaire, suscitant à la fois un intérêt médiatique et populaire inédit et de violentes attaques sur les réseaux sociaux. Sandrine Rousseau se qualifie le 19 septembre pour le second tour, avec 25,14% des voix, face à Yannick Jadot arrivé en tête avec 27,70%,. Le 28 septembre suivant, elle perd au second tour avec 48,97% des voix.

### Scénariste
- 2013 : DSK, l'homme qui voulait tout de Gérard Miller et Anaïs Feuillette
- 2014 : Monaco, le rocher était presque parfait de Gérard Miller et Anaïs Feuillette
- 2015 : Ségolène Royal, la femme qui n'était pas un homme de Gérard Miller et Anaïs Feuillette
- 2015 : Gérard Depardieu, l'homme dont le père ne parlait pas de Gérard Miller et Anaïs Feuillette
- 2016 : Dalida, la femme qui rêvait d'une autre scène de Gérard Miller et Anaïs Feuillette
- 2017 : Patagonie, l'île oubliée de Gilles Santantonio
- 2017 : Le Fils de Néandertal ou le Secret de nos origines de Jacques Mitsch
- 2018 : Sauvages, au cœur des zoos humains de Bruno Victor-Pujebet et Pascal Blanchard
- 2018 : La Révolution Dolto de Gérard Miller et Anaïs Feuillette
- 2018 : Du soleil et des hommes de François Barré
- 2019 : Chambord de Laurent Charbonnier
- 2019 : Néandertal, le mystère de la grotte de Bruniquel de Luc-Henri Fage
- 2019 : La Folie à l'abandon de Gérard Miller et Anaïs Feuillette
- 2020 : J'entends des voix qui me parlent de Gérard Miller et Anaïs Feuillette
- 2020 : Sauver Notre-Dame de Quentin Domart et Charlène Gravel
- 2021 : Walt Disney, l'homme qui voulait changer le monde de Gérard Miller et Anaïs Feuillette
- 2023 : A la table des nazis de Gérard Miller

### Autrice et réalisatrice
- 2017 : Français juifs, les enfants de Marianne
- 2021 : François Mitterrand, L'homme qui ne savait pas rompre, coréalisé avec Gérard Miller
- 2022 : Les enfants du siècle, ils ne seront plus jamais les mêmes, coréalisé avec Gérard Miller

## Théâtre

### Autrice
- 2018 : Le Journal de ma fille, Théâtre Tête d'or (mise en scène de Jean-Luc Moreau)

### Autrice et metteuse en scène
- 2018 : Terminus, Théâtre Lepic / Ciné 13 Théâtre (mise en scène avec Mikaël Chirinian)

### Adaptation et mise en scène
- 2015 : Les Monologues du vagin d'Eve Ensler, Comédie de Lille (écrit avec Alexia Périmony)
- 2017 : Les Monologues du vagin d'Eve Ensler, Théâtre du Chien qui fume et tournée de rodage
- 2018 : Marlène Schiappa, Roselyne Bachelot et Myriam El Khomri jouent Les Monologues du vagin d'Eve Ensler à Bobino
- 2018 : Muriel Robin, Carole Bouquet et Anne Le Nen jouent Les Monologues du vagin d'Eve Ensler, Bobino
- 2018 : Quinze femmes jouent Les Monologues du vagin d'Eve Ensler, V-Day Le Comédia
- 2019 : Soixante femmes jouent Les Monologues du vagin d'Eve Ensler, V-Day Université de Lille (mise en scène avec Marie-Astrid Périmony)

## Publications

### Édition
- 2014: Green, Glam & Gourmande, éditions Marabout (écrit avec Rebecca Leffler)
- 2019: First Lady, roman, éditions Odile Jacob (écrit avec Dominique Miller)

### Fiction radio
- 2013 : La Bande à Ruquier dans La Malédiction des trois corbeaux, Europe 1 (écrit avec Gérard Miller et Nicolas Terrier)